# 瑞浪市窯業技術研究所
瑞浪市窯業技術研究所（みずなみしようぎょうぎじゅつけんきゅうじょ）とは、岐阜県瑞浪市にある、瑞浪市が設置する公設試験研究機関である。

## 概要
窯業に関する研究機関であり、陶磁器に関する様々な試験、研究開発、情報収集、情報提供、企業支援を行っている。また、陶磁器産業の企業技術者や、陶磁器産業への従事を目指す研究生の人材育成を行っている。
瑞浪市産業振興センターの産業振興センター棟の1・2階にある。産業振興センターは2017年（平成29年）に瑞浪市窯業技術研究所と隣接する陶磁器会館を改修した施設である。

## 沿革
前身は瑞浪市商工観光課窯業係である。現在のように研究施設としての役割を開始したのは1969年（昭和44年）からである。
- 1958年（昭和33年） - 陶磁器産業の振興を目的にし、瑞浪市商工観光課内に 窯業係を設置。
- 1969年（昭和44年） - 瑞浪市内の陶磁器関係団体の要望により、瑞浪市商工観光課内に窯業技術指導所を設立。
- 1977年（昭和52年） - 瑞浪市窯業技術指導所として商工観光課より独立。旧・瑞浪市庁舎へ移転。
- 1984年（昭和59年） - 陶磁器会館内に移転。
- 1985年（昭和60年） - 瑞浪市窯業技術研究所に改称。
- 1990年（平成2年） - 陶磁器会館の隣接地に新築（鉄筋コンクリート造3階建）移転。
- 2013年（平成25年） - 陶磁器会館を運営していた財団法人瑞浪市陶磁器会館が解散。陶磁器会館は瑞浪市へ移管される。
- 2017年（平成29年） - 陶器会館と瑞浪市窯業技術研究所を改修し、瑞浪市産業振興センターとなる。瑞浪市窯業技術研究所の建物は瑞浪市産業振興センターの産業振興センター棟となる。瑞浪市窯業技術研究所は産業振興センター棟の1・2階となる（3階は瑞浪市産業振興センターの大ホールなどに転用）。

## 住所
- 岐阜県瑞浪市上平町5丁目5番地の1

## 交通アクセス
- JR中央本線「瑞浪駅」下車、徒歩で約20分。
- 瑞浪市コミュニティバス：萩原線、瑞浪中央線「ちゃわん屋みずなみ前」バス停より徒歩で約3分。

※「ちゃわん屋みずなみ」は瑞浪市産業振興センター陶器会館棟1階にある陶磁器販売所。